# Sherlock Holmes e la donna in verde
Sherlock Holmes e la donna in verde (The Woman in Green), o semplicemente La donna in verde, è un film del 1945 per la regia di Roy William Neill, undicesima pellicola gialla basata sul personaggio di Sherlock Holmes della serie interpretata dalla coppia Basil Rathbone-Nigel Bruce e prodotta da Universal Studios.
Il racconto è un collage di episodi scritti da Arthur Conan Doyle come ad esempio Il problema finale o L'avventura della casa abbandonata.

## Trama

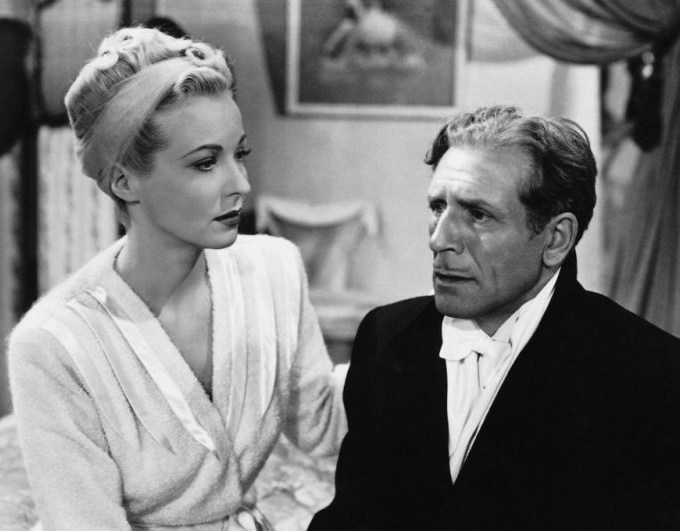
L'avvenente e misteriosa Lydia Marlowe (Hillary Brooke) con l'amante Sir George Fenwick (Paul Cavanagh)

Quando diverse donne vengono ritrovate uccise con un mignolo tagliato, Holmes e Watson sono chiamati ad intervenire, ma Holmes è attratto dalla curiosità di questo crimine sin dall'inizio dei delitti. Il vedovo sir George Fenwick, dopo una romantica notte con la sua fidanzata Lydia Marlowe, viene ipnotizzato e convinto di essere responsabile di quegli stessi crimini. Egli è sicuro della sua colpevolezza perché con stupore si sveglia e ritrova il mignolo di una donna nella sua tasca. Sua figlia si reca da Holmes e da Watson senza notare che un complice del professor Moriarty, il principale nemico di Holmes, la sta seguendo. Ella riporta a Holmes ed a Watson che ha visto la scorsa notte il padre seppellire qualcosa in una buca in giardino con fare guardingo. Dopo aver scavato, ella vi ha ritrovato un mignolo umano.
Fenwick viene quindi ritrovato morto, ovviamente ucciso da qualcuno che vuole farlo stare zitto. Holmes teorizza che Moriarty, che si supponeva impiccato a Montevideo, sia in realtà vivo e responsabile di questi crimini. Watson viene improvvisamente chiamato ad assistere una donna caduta nel tentativo di salvare il suo canarino, ma questa è ovviamente una scusa per tenere lontano il dottore dalla casa e permettere a Moriarty di incontrare personalmente Holmes e di potergli parlare. Quando Moriarty se ne va, Watson arriva. Holmes spiega al dottore quanto riportatogli da Moriarty e nota nel contempo nella casa abbandonata di fronte alla sua che una finestra da sempre chiusa è ora aperta, e chiede a Watson di recarsi ad investigare.
Watson trova alla finestra un cecchino che colpisce Holmes il quale era intento a leggere un libro. In realtà ciò che è stato colpito è un busto di Giulio Cesare da lui appositamente preparato per apparire come il celebre investigatore alla finestra. L'ispettore Gregson cattura il cecchino che altri non è che un ex soldato in congedo completamente ipnotizzato, ma prima che questi possa parlare viene ucciso sulla porta di casa di Holmes.
Holmes comprende ora che Moriarty si serve dei delitti per incriminare per finta alcuni ricchi gentiluomini e poi ricattarli sino a spingerli al suicidio.
Holmes trova che il personaggio chiave della faccenda sia Lydia, che aveva visto con sir George al ristorante. Questa porta Holmes nella sua casa e cerca di ipnotizzarlo, ma Moriarty non crede che Holmes si sia lasciato giocare e pertanto punge con uno spillo il detective che rimane impassibile. A questo punto, gli intima di scrivere una lettera di addio e poi di gettarsi dalla balconata del loft di Lydia.
Quando Watson e la polizia giungono sul posto per catturare i criminali, Holmes rivela di non essere mai stato ipnotizzato ma di avere semplicemente preso tempo avendo preso una droga che lo aveva reso insensibile al dolore. Moriarty fugge dunque sui tetti dell'appartamento di Lydia, ma il canale di scolo a cui si aggrappa si stacca lasciandolo precipitare nel vuoto.